# فرشید نوابی
فرشید نوابی (زادهٔ ۱۳۵٧) یک بازیگر اهل تهران است.
او همسر پیشین الهام چرخنده است و از الهام چرخنده یک پسر به نام ارسطو دارد.

## فیلم‌ها و برنامه‌ها
- ۱۳۷۹ موج‌ مرده (ابراهیم حاتمی‌کیا)
- ۱۳۷۹ دعوت به شام (داوود موثقی)
- ۱۳۸۱ این زن حرف نمی‌زند (احمد امینی)
- ذوب شدن پادشاه[۲][۳][۴][۵]
- فیلسوف‌های احمق[۶][۷]
- برنامه تلویزیونی «سینما اکران»[۸]

## مجموعه تلویزیونی
| سال  | نام سریال           | کارگردان         | توضیحات             |
| ---- | ------------------- | ---------------- | ------------------- |
| ۱۳۷۶ | جدال با سرنوشت      | مسعود رشیدی      | شبکه ۱ در نقش مهران |
| ۱۳۷۸ | قصه‌های شهرک سینمایی | بهزاد محمدی      | شبکه ۳              |
| ۱۳۷۹ | روزهای مهتابی       | غلامعباس قنبری   | شبکه ۵              |
| ۱۳۷۹ | خاک سرخ             | ابراهیم حاتمی‌کیا | شبکه ۱              |
| ۱۳۸۰ | فاصله               | کاظم بلوچی       | شبکه ۱              |
| ۱۳۸۰ | مزه خوب کودکی ۱     | مسعود شاه محمدی  | شبکه ۲              |
| ۱۳۸۱ | آخرین آواز ققنوس    | مسعود تکاور      | شبکه ۳              |
| ۱۳۸۱ | پسرخاله‌ها           | رضا فیاضی        |                     |
| ۱۳۸۲ | من یک مستأجرم       | پریسا بخت آور    | شبکه ۳ در نقش فرزین |
| ۱۳۸۲ | دایره تردید         | امیر قویدل       | شبکه ۱              |
| ۱۳۹۰ | ششمین نفر           | بهمن گودرزی      | شبکه ۳              |
| ۱۳۹۲ | پروانه              | جلیل سامان       | شبکه ۳              |
| ۱۳۹۵ | ماه و پلنگ          | احمد امینی       | شبکه ۳              |